# Lutter (Francja)
Lutter – miejscowość i gmina we Francji, w regionie Grand Est, w departamencie Górny Ren.
Według danych na rok 1990 gminę zamieszkiwały 283 osoby, 33 os./km².